# حصن بديوي الوقداني
حسن بديوي أو حصن الوقداني أو حصن بديوي الوقداني هو حصن تاريخي في مدينة الطائف من منطقة مكة المكرمة غرب المملكة العربية السعودية.

## نبذة
يقع الحصن في وادي نخب أحد أودية الطائف وقد بناه الشاعر بديوي الوقداني حصنه الأول في القرن 13 هـ، 19 م و يتكون من دورين وقد صمم على الطراز معمار بادية الحجاز السعودي.

## البناء
وضعت أساسيات الحصن على صخرة صماء مرتفعة عن مستوى سطح الأرض بحوالي 3 أمتار و حوله بساتين و حدائق و نباتات برية ومنازل قديمة لقرية بجانب الحصن. خصص الدور الأول من الحصن للسكن بينما الدور الثاني للمراقبة والحراسة الليلية ويتضمن فتحات وشقوق بالدور الثاني تسمى (مزاغل)  ووظيفتها دفاعيه لتصويب البنادق من خلالها، وقد تم رصف حجارة الحصن بشكل متقن و زين أعلاه بأحجار المرو البيضاء.